# Nada (canção de Tainy)
"Nada" é uma canção do produtor porto-riquenho Tainy, em colaboração com a cantora americana Lauren Jauregui e o cantor espanhol C. Tangana, lançada em 21 de fevereiro de 2020. O single faz parte do primeiro EP de Tainy, NEON16 Tape: The Kids That Grew Up on Reggaeton.

## Videoclipe
O videoclipe da canção foi gravado no final de 2019 em Porto Rico. Com ar tropical e bastante apaixonante, as imagens gravadas mostram a simplicidade urbana e as belas paisagens da ilha caribenha. Seguindo a vibe reggaeton e mesclando os idiomas inglês e espanhol, o single possui mais de doze milhões de exibições no Spotify.